# Gymnoscelis tristrigosa
Gymnoscelis tristrigosa är en fjärilsart som beskrevs av Butler 1880. Gymnoscelis tristrigosa ingår i släktet Gymnoscelis och familjen mätare. Inga underarter finns listade i Catalogue of Life.